# Карлыган (Джебашский хребет)
Карлыган (хак. Харлыган «Заснеженный») — гора в северной части Джебашского хребта, Бейский район Хакасии (52° 39' с.ш., 91° 01' в.д.). Абсолютная высота - 1699 м. На северном склоне истоки правого притока р. Джой.